# Ekona
Ekona is een stad in de Sud-Ouest provincie, Kameroen. De stad is gelegen op de weg van Buéa naar Kumba.